# ميدالية ألكسندر أغاسيز
تُمنح ميدالية ألكسندر أغاسيز كل ثلاث سنوات من قبل الأكاديمية الوطنية الأمريكية للعلوم لمساهمة أصلية في علم المحيطات وكيمياء وفيزياء البحر وإيجاد الحل للمشاكل متعلقة بها. أسسها السيد جون موراي عام 1911 تكريما لصديقه العالم ألكسندر أغاسيز .

## الحائزون على الميدالية
المصدر: الأكاديمية الوطنية للعلوم
- جوهان هجورت (1913)
- ألبرت الأول أمير موناكو (1918)

لمساهماته الأصلية في علم المحيطات.
- تشارلز دي سيجسبي (1920)
- أوتو إس بيترسون (1924)

لدراساته في كيمياء وفيزياء البحر.
- فيلهلم بيركنز (1926)

لمساهماته البارزة في علم المحيطات الديناميكي.
- ماكس ويبر (1927)

لأبحاثه المتميزة في مجال علم المحيطات.
- Vagn W. Ekman (1928)

لعمله في علم المحيطات الفيزيائي.
- ستانلي جاردينر (1929)

لمساهماته في علم المحيطات.
- يوهانس شميدت (1930)

لإجراء العديد من الحملات الأوقيانوغرافية، وتحقيقاته في حياة الثعابين، والتحقيقات في العديد من المشكلات المتعلقة بالأسماك، والتي يمكن ذكرها من بينها عمله في علم وراثة الأسماك والتنوع الجغرافي.
- هنري ب.بيجلو (1931)
- ألبرت ديفانت (1932)

لدراساته حول دوران الغلاف الجوي والمحيطات وإسهاماته البارزة في علم المحيطات النظري.
- بيورن هيلاند هانسن (1933)

لدراساته في علم المحيطات الفيزيائية وخاصة لإسهاماته في معرفة الدوران الديناميكي للمحيطات.
- هاكون هـ.جران (1934)

لمساهماته في معرفة العوامل التي تتحكم في الإنتاج العضوي في البحر.
- تي وايلاند فوغان (1935)

لتحقيقاته في الشعاب المرجانية، والفخريات، ورواسب الغواصات، ولقيادته في تطوير الأنشطة الأوقيانوغرافية على ساحل المحيط الهادئ في أمريكا.
- مارتن كنودسن (1936)
- إدغار ج. ألين (1937)
- هارالد يو سفيردروب (1938)
- فرانك آر ليلي (1939)
- كولومبوس إيسلين الثاني (1942)

لدراساته لنظام تيار الخليج، لقيادته في تطوير برنامج عام لعلوم المحيطات الفيزيائية لشمال الأطلسي، ولتوجيهه المميز لمؤسسة وودز هول لعلوم المحيطات في أوقات السلم والحرب.
- جوزيف برودمان (1946)

لدراساته المتميزة عن المد والجزر في العالم.
- فيليكس إيه فينينج ماينز (1947)

لمساهماته في علم المحيطات، ولا سيما من خلال اختراعه لجهاز لتحديد الجاذبية في البحر، من خلال إجراء العديد من قياسات الجاذبية فوق كل من المحيطات العظيمة، ومن خلال الاستفادة من هذه الملاحظات في تفسير الخصائص الفيزيائية وسلوك قشرة الأرض.
- توماس ج طومسون (1948)

لقيادته في التحقيقات المتعلقة بالكيمياء المعقدة للمحيطات، مع إيلاء اهتمام خاص لمياه شمال شرق المحيط الهادئ، وبوجيت ساوند، وأرخبيل سان خوان، وبحر بيرينغ وتشوكشي.
- هاري إيه مارمر (1951)

لمساهماته المتميزة في مسوحات المد والجزر. أتاحت مشاريعه لعلماء المحيطات سجلات دقيقة وطويلة الأمد للمناطق الكبيرة حيث كانت بيانات الرصد قليلة جدًا في السابق. سينتج عن البرنامج والعمل الذي بدأه في نهاية المطاف استنتاجات موثوقة حول العمليات التكتونية الحالية ومعدل التغيير في كمية المياه في المحيط.
- HW Harvey (1952)
- موريس إوينج (1954)
- ألفريد سي ريدفيلد (1955)
- مارتن دبليو جونسون (1959)

لقيادته المتميزة في علم المحيطات البيولوجي والعامة. من بين مساهمات الدكتور جونسون تفسيرات لظاهرتين صوتيتين تم اكتشافهما حديثًا في البحر. جمعت هذه التفسيرات علماء الأحياء والفيزيائيين معًا في مصلحة مشتركة، وقدمت الصوتيات تحت الماء كأداة رئيسية للبيئة البحرية.
- أنطون إف برون (1960)

لقيادته في دراسة بيولوجيا أعماق المحيطات.
- جورج ER ديكون (1962)

لتحقيقاته في هيدروغرافيا المحيط الجنوبي.
- روجر ريفيل (1963)

لمساهماته في فهم العمليات المحيطية وجيولوجيا قاع البحر، ومن خلال أبحاثه، في النهوض بعلوم المحيطات العلمية في جميع أنحاء العالم.
- السير إدوارد بولارد (1965)

لأبحاثه الهامة عن الأرض من سطحها إلى قلبها.
- كارل إتش إيكارت (1966)

لمساهماته الكبيرة في علم المحيطات الفيزيائية.
- فريدريك سي فوغليستر (1969)

لمشاهدته المحفزة والناجحة لتيار الخليج ودواماته.
- سيا أويدا (1972)

لمساهماته في التاريخ التكتوني والحراري للأرض، وعلى الأخص بحر اليابان.
- جون إتش ستيل (1973)
- والتر إتش مونك (1976)

لأبحاثه التجريبية والنظرية المتميزة حول طيف الحركة في المحيطات والأرض.
- هنري إم ستوميل (1979)

لعمله في البحر، وفي المختبر، ومن خلال التحليلات التي حقق من خلالها تقدمًا كبيرًا في فهم دوران المحيطات وتوزيع الكتل المائية.
- والاس س.بروكر (1986)

لعمله في التبادل الكيميائي بين المحيطات والغلاف الجوي والأرض الصلبة، مما قدم مساهمات كبيرة في فهم دور المحيطات في دورة الكربون للأرض ومناخها.
- سيزار إميلياني (1989)

لتحقيق إنجازات بارعة باستخدام درجات الحرارة القديمة النظيرية لإثبات التاريخ المناخي للعصر البليستوسيني ولاقتراح علاقتها بالدورات المدارية لميلانكوفيتش.
- جوزيف ل.ريد (1992)

لاستكشافه ومراقبته لدوران محيط العالم، وتجميع العديد من أجزائه المتفاعلة مع مدى الحياة من الرعاية والتفاني والبصيرة.
- فيكتور فاكويير (1995)

لاكتشافه مقياس المغنطيسية لبوابة التدفق، ولإجراء المسوحات الشاذة المغناطيسية البحرية التي أدت إلى قبول نظرية انتشار قاع البحر.
- والتر سي بيتمان، الثالث (1998)

لمساهمته الأساسية في ثورة الصفائح التكتونية من خلال التحليل الثاقب للشذوذ المغنطيسي البحري ودراساته لأسباب وآثار التغيرات في مستوى سطح البحر.
- تشارلز شيبلي كوكس (2001)

لدراساته الرائدة، النظرية والعملية، لأمواج المحيطات، والبنية الدقيقة والاختلاط، والمجالات الكهرومغناطيسية في المحيط وقاع البحر.
- كلاوس ويرتكي (2004) [3]

للمساهمات الأساسية في فهم الدوران العام للمحيطات للمياه السحيقة والمياه الحرارية ولتوفير الأساس الفكري لفهمنا لظاهرة النينيو (النينيو).
- جيمس آر ليدويل (2007) [4]

لتجارب التتبع المبتكرة والثاقبة باستخدام سادس فلوريد الكبريت لفهم الانتشار الرأسي والخلط المضطرب في المحيط المفتوح.
- سالي دبليو تشيشولم (2010) [5]

لدراسات رائدة حول الكائنات الحية الضوئية المهيمنة في البحر ودمج نتائجها في فهم جديد للمحيطات العالمية.
- ديفيد كارل (2013) [6]

للقيادة في إنشاء أنظمة مراقبة المحيطات متعددة التخصصات، لاكتشاف التحولات العقدية في النظم البيئية السطحية، وللحصول على رؤى متغيرة النموذج بشأن الدورات الكيميائية الجيولوجية في المحيط.
- دين روميش (2018)

لمساهماته الرائدة في البحث حول الدوران وتقلب المناخ في المحيطات، وللبحث حول ميزانيات الحرارة والملح العالمية للمحيطات ولقيادته في إنشاء مرصد مناخ المحيطات العالمي، Argo.

## ملحوظات
المعلومات الواردة في الجدول هي وفقًا لصفحة الويب الخاصة بميدالية ألكسندر أغاسيز على الموقع الرسمي للأكاديمية الوطنية للعلوم ما لم ينص على خلاف ذلك من خلال الإستشهادات الإضافية.